# Nádasdy Ferenc Múzeum
A Nádasdy Ferenc Múzeum kiállításait Sárváron, a Nádasdy-várban rendezték be 1300 m²-en.
Kiállításai:
- Huszárok 1526–1945 (történeti kiállítás) — Európa egyetlen huszárkiállítása
- Carta Hungarica — térképtörténeti kiállítás
- Iparművészeti kiállítás
- Sárvár története (történeti kiállítás)
- Nyomdászat és könyvkiadás a Nádasdy-birtokokon (történeti kiállítás)

Önálló egységként tekinthető meg a vár díszterme.

## Huszárok 1526-1945 (történeti kiállítás)
Európa egyetlen huszárkiállítása e sajátosan magyar fegyvernem történetét mutatja be a 16. századtól a második világháború végéig. A gyűjteményt a Nádasdy-huszárezred 1983-ban Bécsből „hazatért” emléktárgyai alapozták meg. A viseletek, fegyverek, festmények mellett látható az egykori huszárok sok emlékérme, versenydíja, kitüntetése, személyes használati tárgya, fotója. A kiállítás leggazdagabb része a dualizmus korától a II. világháború végéig tartó időszakot bemutató anyag.
A kiállítás sajátos része az a 17–20. századi fegyvereket bemutató szablyagyűjtemény, amit Sárvári Lajosadományozott a múzeumnak.

## Carta Hungarica
A térképtörténeti kiállítás 56 eredeti térképet és egy atlaszt mutat be. A túlnyomórészt 16-17. századi nyomtatványok nagy többsége Magyarországot, illetve Erdélyt ábrázolja. A gyűjteményt a Sárváron született, de Oxfordban élő Gróf László adományozta a városnak.
A legrégibb kiadvány Klaudiosz Ptolemaiosz ókori görög csillagász 1520-ban kinyomtatott Pannónia-térképe. Jól követhető, hogyan tökéletesedtek a kartográfia fejlődésével az irányok, pontosodtak a távolságok, vált részletesebbé a domborzat ábrázolása. Minden egyes térkép egyúttal művészeti alkotás is.

## Iparművészeti kiállítás
A kiállítás egy részében Vas vármegyei kastélyokból származó, 16-19. századi bútorokat, szőnyegeket, ezüstöket, kerámiákat, üvegeket rendeztek el enteriőrszerűen. Külön teremben láthatók a bajor királyi család 17-19. századi műtárgyai: ezüst étkészletek, kerámiák és néhány festmény — ezek letétként vannak a múzeumban. Szintén külön teremben vannak azok a 17-20. századi üvegek, egyebek közt:
- Ferenc József kézmosó tálkája és
- II. Miklós cár söröspohara, valamint
- egy Rippl-Rónai József tervezte likőröspohár,

amelyeket Tasnádiné Marik Klára ajándékozott a múzeumnak, és azok a 18-19. századi magyar hutaüvegek is, amiket Bartha László Kossuth-díjas festőművésztől vásárolt a város 1984-ben.

## Sárvár története (történeti kiállítás)
Az állandó kiállítás a vár, a város és a Nádasdy-birtok történetét mutatja be eredeti okmányokkal és korabeli műtárgyakkal a 13. század végétől a 19-20. század fordulójáig, különös hangsúlyt helyezve a 16-17. századra.

## Nyomdászat és könyvkiadás a Nádasdy-birtokokon (történeti kiállítás)
A humanista műveltségű Nádasdy Tamás 1534-ben iskolát és nyomdát alapított Sárváron. 1541-ben itt jelent meg az első, Magyarországon nyomtatott, magyar nyelvű könyv, az Új Testamentum Sylvester János fordításában. A kiállítás a Nádasdy-birtokok nyomdáinak 16-17. századi történetét tekinti át eredeti és fakszimile kiadványokkal, bemutatva egy korabeli nyomdagép rekonstrukcióját is.